# Islote de Paz
Paz,
es una isla situada en Filipinas, adyacente a la de Paragua, en el grupo de Balábac.
Administrativamente forma parte del barrio del mismo nombre  del municipio filipino de Balábac  de tercera categoría perteneciente a la provincia  de Paragua en  Mimaro,  Región IV-B de Filipinas.

## Geografía
Esta isla, adyacente a la de  Ramos se encuentra situada a poniente de  la misma y cerrando por el norte  Puerto Ciego entre los cabos de Iranzo, al norte, y de Padre, al sur.
La isla tiene una extensión superficial de aproximadamente 0,90 km², 1.870 metros de largo, en dirección norte-sur, y unos 890 metros de ancho.
En su extremo sur se encuentra cabo Cliff (Cliff Point), dista menos de 100 metros de la isla,  1.500 metros de cabo  Iranzo, 2.000 metros del islote de Sanz y otro tanto de la parte "continental" de Balábac, cabo Padre.

## Historia
Balábac formaba parte de la provincia española de  Calamianes, una de las 35 del archipiélago Filipino, en la parte llamada de Visayas. Pertenecía a la audiencia territorial  y Capitanía General de Filipinas, y en lo espiritual a la diócesis de Cebú.
De la provincia de Calamianes se segrega la Comandancia Militar del Príncipe, con su capital en Príncipe Alfonso, en honor del que luego sería el rey Alfonso XII, nacido en 1857.